# 尖叫女王
《尖叫女王》（英語：Scream Queens）是一部於2015年9月22日在FOX首播，由萊恩·墨菲、布萊德·佛查克與伊恩·布倫南開創的美國驚悚喜劇影集。本劇在開播前先於國際動漫展上首映。第一季將以震驚校園的殺人事件為故事主軸。
2017年5月15日，在播出兩季後，FOX正式宣布取消本劇。

## 故事
| 季數 | 季數 | 集數 | 播出日期      | 播出日期       |
| 季數 | 季數 | 集數 | 首播          | 季終           |
| ---- | ---- | ---- | ------------- | -------------- |
|      | 1    | 13   | 2015年9月22日 | 2015年12月8日  |
|      | 2    | 10   | 2016年9月20日 | 2016年12月20日 |

### 第一季
講述加入卡帕姊妹會並住在「卡帕屋」的女孩們，因紅魔的出現而將面臨被殺害的危機，同時也是震驚華萊士大學的殺人事件。KKT姊妹會（Kappa Kappa Tau），是華萊士大學最有名、搶手的姊妹會，所有姊妹會成員的標誌為穿戴粉紅色手套，而該姊妹會由香奈兒·歐柏林（艾瑪·羅勃茲 飾演）領軍。然而，反卡帕的孟熙院長（潔美·李·寇蒂斯 飾演）下令該姊妹會入會規則必須開放給所有學生選擇，不得僅納校內的富貴菁英，還得接受所謂的校園「魯蛇」。就在此時，穿戴紅魔面具的殺手伺機而動，將展開一場殺戮……

### 第二季
在紅魔事件落幕後，孟熙購入了一間醫院，並打造成新興教學醫院，同時招攬了就讀醫學系的札蒂（琪琪·帕瑪 飾演）回歸旗下實習。紅魔事件真兇最終逃不出法網，事件過後回歸社會的香奈兒不被社會迎接，甚至遭到唾棄，此時迫於女權平等壓力的孟熙，決定將香奈兒們召集至醫院。正當紅魔連環殺人事件看似已經煙消雲散時，三十一年前在醫院發生的不為人知的醜聞，即將跟隨新的殺人魔－綠沼怪的殘忍殺戮一同揭發……

## 登场角色
| 演員                 | 角色              | 登場季數        | 登場季數        | 登場季數 |
| 演員                 | 角色              | 1               | 2               |          |
| -------------------- | ----------------- | --------------- | --------------- | -------- |
| 艾瑪·羅勃茲          | 香奈兒·歐柏林     | 主演            | 主演            |          |
| 絲凱樂·山繆斯        | 格蕾絲·嘉德納     | 主演            | Does not appear |          |
| 麗婭·米歇爾          | 香奈兒6號         | 主演            | 主演            |          |
| 葛倫·鮑威爾          | 查德·雷威爾       | 主演            | 常設            |          |
| 迪亞哥·鮑尼塔        | 彼特·馬汀尼斯     | 主演            | Does not appear |          |
| 艾碧·貝絲琳          | 香奈兒5號         | 主演            | 主演            |          |
| 琪琪·帕瑪            | 札蒂·威廉斯       | 主演            | 主演            |          |
| 奧利弗·哈德森        | 衛斯·嘉德納       | 主演            | 常設            |          |
| 納西姆·帕杜雷德      | 琪琪·卡戴威       | 主演            | Does not appear |          |
| 盧西安·拉維康特      | 厄爾·格雷         | 主演            | Does not appear |          |
| 比莉·盧德            | 香奈兒3號         | 主演            | 主演            |          |
| 潔美·李·寇蒂斯       | 凱西·孟熙         | 主演            | 主演            |          |
| 克絲汀·艾莉          | 英格麗·瑪莉·哈佛  | Does not appear | 主演            |          |
| 泰勒·洛納            | 卡西迪·卡斯凱     | Does not appear | 主演            |          |
| 詹姆士·厄爾          | 錢柏林·傑克森     | Does not appear | 主演            |          |
| 約翰·史坦摩斯        | 布洛克·荷特       | Does not appear | 主演            |          |
| 亞莉安娜·格蘭德      | 香奈兒2號         | 特別客串        | Does not appear |          |
| 尼克·強納森          | 布恩·克萊門斯     | 特別客串        | Does not appear |          |
| 妮希·納許            | 丹妮絲·漢菲爾     | 特別客串        | 特別客串        |          |
| 查德·麥可·莫瑞       | 布萊德·萊德威爾   | 特別客串        | Does not appear |          |
| 柯爾登·海尼斯        | 泰勒              | Does not appear | 特別客串        |          |
| 珍·霍格              | 阿嘉莎·豆豆       | 常設            | Does not appear |          |
| 布莉姿·伊絲琳        | 珍妮佛            | 常設            | Does not appear |          |
| 雀兒喜·理凱茲        | 艾美·邁爾         | 常設            | Does not appear |          |
| 安娜·葛蕾絲·巴洛     | 貝絲妮·史蒂芬     | 常設            | Does not appear |          |
| 格雷絲·菲普斯        | 曼蒂·格林威爾     | 常設            | Does not appear |          |
| 布莉安妮·豪伊        | 梅蘭妮·多克斯     | 常設            | Does not appear |          |
| 麥凱莉·米勒          | 蘇菲亞·多爾       | 常設            | Does not appear |          |
| 珍娜·韓              | 姍姍              | 常設            | Does not appear |          |
| 安娜·瑪格麗特·科林斯 | 可可·科恩         | 常設            | Does not appear |          |
| 艾文·佩              | 考菲爾德·赫爾曼   | 常設            | Does not appear |          |
| 蒂妮·泰勒            | 香黛兒·華盛頓     | 常設            | Does not appear |          |
| 惠特妮·麥爾          | 蒂芬妮·迪·莎兒    | 常設            | Does not appear |          |
| 艾隆·羅德斯          | 羅傑              | 常設            | Does not appear |          |
| 奧斯汀·羅德斯        | 道傑              | 常設            | Does not appear |          |
| 吉米·克拉克          | 奇澤姆警探        | 常設            | Does not appear |          |
| 傑瑞·奧康內爾        | 麥克              | Does not appear | 常設            |          |
| 西西莉·史壯          | 凱瑟琳·霍伯特     | Does not appear | 常設            |          |
| 翠兒碧·格拉佛        | 珍·霍利斯         | Does not appear | 常設            |          |
| 蘿拉·貝爾·邦迪       | 湯瑪士            | Does not appear | 常設            |          |
| 凱文·比格利          | 藍道              | Does not appear | 常設            |          |
| 安蒂·艾瑞克森        | 瑪格麗特·哈尼威爾 | Does not appear | 常設            |          |
| 萊莉·麥肯娜·溫斯坦   | 妲莉亞·詹森       | Does not appear | 常設            |          |
| 傑瑞米·巴提斯提      | 比爾·霍利斯       | Does not appear | 常設            |          |
| 莫伊拉·歐尼爾        | 艾蒂森            | Does not appear | 常設            |          |
| 妲莉亞·格雷克        | 安卓雅            | Does not appear | 常設            |          |

## 製作

### 開發製作與拍攝

第一季片頭卡

2014年10月20日，FOX宣布預訂《尖叫女王》第一季15集，並由《歡樂合唱團》創作人萊恩·墨菲、布萊德·佛查克與伊恩·布倫南開發；同時三人將另與丹堤·迪·羅雷托一同擔任本劇之執行製作人。本劇預計於2015年9月首播。墨菲表示本劇集在每一集中將會有一名人物死亡，並說道：「這像極了〈十個小印地安人〉，本周誰將死亡？誰又是兇手？每一集你將會得到一些線索，然後隨著一集一集的播放，線索將慢慢累積起來。」同時最終將僅剩一人倖存，「倖存的一人將存活至下一季，並將在新的地點開始新的恐怖。不同於每季翻新的《美國恐怖故事》（墨菲與佛查克的另一部恐怖影集），這將會牽動在新世界的一些角色以及其中暗藏的關係。」 至於第一季殺手的真面目將在季終集才會正式揭露。2015年6月，墨菲表明第一季將僅4人存活，而該4名角色將繼續參與第二季。
2016年1月15日，FOX宣布續訂第2季，而故事將會以潔美·李·寇蒂斯所飾演的凱西·孟熙所購下的一間醫院為背景。第二季的拍攝將從路易斯安那州新奧爾良移師至加利福尼亞州洛杉磯，並於2016年7月展開拍攝。2017年5月15日，儘管本劇在首播後的回放收視能與低迷的直播收視匹敵，亦能在社交媒體上引起許多討論，但FOX最終還是以故事告終為由宣布取消了本劇。

### 選角
2014年12月，據報導表示艾瑪·羅勃茲及潔美·李·寇蒂斯將擔任本劇主角。2015年1月，麗婭·米歇爾、喬·曼根尼羅、艾碧·貝絲琳和琪琪·帕瑪加入本劇主演群，而演員身兼歌手的亞莉安娜·格蘭德則將出任常設演員。12月稍晚，好萊塢報導證實了尼克·強納森將加入第一季擔任常設演員。2015年2月，新人演員比莉·盧德與絲凱樂·山繆斯加入劇集成為主演群之一。2月稍晚，妮希·納許加入常設演員群，擔任學校保全丹妮絲一角；而英國演員盧西安·拉維康特、迪亞哥·鮑尼塔與格倫·鮑威爾確認加入主演群。3月，納西姆·帕杜雷德確認加入本劇主演群。2015年3月13日，先前加入主演群的喬·曼根尼羅因電影《魔力麥克 XXL》開拍而辭演，並改由奧利弗·哈德森演出其角色。2015年9月，宣布查德的哥哥布萊德將由查德·麥可·莫瑞飾演。
2016年3月12日，於PaleyFest電視節上，正式宣布艾瑪·羅勃茲、潔美·李·寇蒂斯、麗婭·米歇爾、琪琪·帕瑪、艾碧·貝絲琳、比莉·盧德、妮希·納許與葛倫·鮑威爾均將回歸第2季飾演原角色。6月16日，宣布《型男阿公》的約翰·史坦摩斯將會加入第二季擔綱主要角色布洛克·沃爾特醫師。2月23日，宣布泰勒·洛納將加入第2季主演陣容飾演卡西迪·卡斯蓋醫師。6月24日，宣布《庫柏的生存指南》的主演詹姆士·厄爾將飾演主演角色糖果虎。7月22日，宣布柯爾登·海尼斯將會於第二季客串演出神秘角色。9月12日，宣布克絲汀·艾莉將加入第二季主演群，飾演醫院裡聰明又心機的管理階層。

## 評價
《尖叫女王》獲得褒貶不一的評價，不過潔美·李·寇蒂斯和艾瑪·羅勃茲的表現則獲得了不少好評。於爛番茄整合的評論中，第1季獲得69%的新鮮度、6.35/10分（70位評論家），其中有評論寫道：「對主流觀眾來說過於乏味，對於驚悚愛好者來說則是太愚蠢，《尖叫女王》因未能滿足觀眾而失敗。」在Metacritic整合的評論中，本劇獲得59分（33名評論家），屬好壞參半的評價。
第二季評價較勝於第一季，於爛番茄整合的評論中，第二季獲得了83%新鮮度、7.12/10分（6位評論家）。

## 獎項
| 年度 | 大獎                 | 獎項                                 | 入圍者                                       | 結果 |
| ---- | -------------------- | ------------------------------------ | -------------------------------------------- | ---- |
| 2015 | 評論家選擇電視獎     | 最受期待新節目獎                     | 最受期待新節目獎                             | 獲獎 |
| 2016 | 人民選擇獎           | 最喜愛新影集女演員獎                 | 艾瑪·羅勃茲                                  | 提名 |
| 2016 | 人民選擇獎           | 最喜愛新影集女演員獎                 | 麗婭·米歇爾                                  | 提名 |
| 2016 | 人民選擇獎           | 最喜愛新影集女演員獎                 | 潔美·李·寇蒂斯                               | 提名 |
| 2016 | 人民選擇獎           | 最喜愛新電視喜劇獎                   | 最喜愛新電視喜劇獎                           | 獲獎 |
| 2016 | 金球獎               | 最佳電視女演員獎－音樂與喜劇類       | 潔美·李·寇蒂斯                               | 提名 |
| 2016 | 道林獎               | 年度Campy電視節目獎                  | 年度Campy電視節目獎                          | 提名 |
| 2016 | 金捲軸獎             | 最佳音效剪輯獎－電視長片：配音／代配 | 最佳音效剪輯獎－電視長片：配音／代配         | 提名 |
| 2016 | 金捲軸獎             | 最佳音效剪輯獎－電視長片：音樂       |                                              | 提名 |
| 2016 | 衛星獎               | 最佳音樂或喜劇類影集女演員獎         | 潔美·李·寇蒂斯                               | 提名 |
| 2016 | Fangoria電鋸獎       | 最佳電視女配角獎                     | 潔美·李·寇蒂斯                               | 提名 |
| 2016 | iHorror Awards       | 最佳恐怖影集獎                       | 最佳恐怖影集獎                               | 提名 |
| 2016 | 化妝師與髮型師工會獎 | 電視迷你劇集－最佳當代化妝獎         | 艾琳·克魯格·梅卡許、凱莉·米歇爾、梅麗莎·比爾 | 獲獎 |
| 2016 | 青少年選擇獎         | 電視選擇獎：喜劇類                   | 電視選擇獎：喜劇類                           | 提名 |
| 2016 | 青少年選擇獎         | 電視選擇獎：喜劇類女演員             | 艾瑪·羅勃茲                                  | 提名 |
| 2016 | 青少年選擇獎         | 電視選擇獎：喜劇類女演員             | 麗婭·米歇爾                                  | 提名 |
| 2016 | 青少年選擇獎         | 電視選擇獎：反派                     |                                              | 提名 |
| 2017 | 道林獎               | 年度Campy電視節目獎                  | 年度Campy電視節目獎                          | 提名 |
| 2017 | 青少年選擇獎         | 電視選擇獎：喜劇類女演員             | 艾瑪·羅勃茲                                  | 提名 |
| 2017 | 青少年選擇獎         | 電影與電視選擇獎：搶鏡演員           | 泰勒·洛納                                    | 提名 |

## 收視
| 季數 | 播出時間（ET）                                       | 集數 | 首映          | 首映          | 季終           | 季終          | 電視季度 | 18–49歲 收視 排名 | 18–49歲 收視 平均 | 收視人数 排名 （百萬） | 平均 收視人数 （百萬） |
| 季數 | 播出時間（ET）                                       | 集數 | 日期          | 收視 （百萬） | 日期           | 收視 （百萬） | 電視季度 | 18–49歲 收視 排名 | 18–49歲 收視 平均 | 收視人数 排名 （百萬） | 平均 收視人数 （百萬） |
| ---- | ---------------------------------------------------- | ---- | ------------- | ------------- | -------------- | ------------- | -------- | ----------------- | ----------------- | ---------------------- | ---------------------- |
| 1    | 星期二 20:00（Ep 1, 12） 星期二 21:00（Ep 2–11, 13） | 13   | 2015年9月22日 | 4.04          | 2015年12月8日  | 2.53          | 2015     | 52                | 2.0               | 101                    | 4.72                   |
| 2    | 星期二 21:00                                         | 10   | 2016年9月20日 | 2.17          | 2016年12月20日 | 1.37          | 2016     | 113               | 1.0               | 134                    | 2.28                   |

## 市場推廣
2015年2月13日，FOX於YouTube上釋放了第一波概念預告；第二波預告則由艾瑪·羅勃茲出演，於3月13日釋出，第三波預告則由琪琪·帕瑪出演，並安排於《嘻哈帝國》第一季季終期間放送。2015年4月，由艾瑪·羅勃茲出演的第四波預告正式釋出。4月中旬，娛樂周刊釋出了本劇3張宣傳海報，其中兩張為艾瑪·羅勃茲，另一張則是琪琪·帕瑪。2015年5月13日，官方釋出了本劇的第一支預告片。7月1日，角色個人海報釋出。9月2日，官方於YouTube釋出了本劇第一季的完整片頭。

## 海外播出
| 臺灣FOX -        | 臺灣FOX -                               | 臺灣FOX - |
| ---------------- | --------------------------------------- | --------- |
|                  | 尖叫女王（第一季） （2016年2月3日 - ）  |           |
| —                | —                                       |           |
| 臺灣Star World - |                                         |           |
| —                | 尖叫女王（第二季） （2017年2月11日 - ） | —         |

| FOX -        | FOX -                                          | FOX - |
| ------------ | ---------------------------------------------- | ----- |
|              | 搞乜鬼狂呼女神（第一季） （2016年2月29日 - ）  |       |
| —            | —                                              |       |
| Star World - |                                                |       |
| —            | 搞乜鬼狂呼女神（第二季） （2016年10月25日 - ） | —     |

## 外部連結
- 官方网站（英文）
- 互联网电影数据库（IMDb）上《尖叫女王》的资料（英文）
- 尖叫女王的Facebook專頁（英文）
- Fandom上的更多相关：《尖叫女王》（英文）
- 台灣FOX官方介紹 （页面存档备份，存于）（中文）